# Koš (košarka)
Koš je deo opreme košarkaškog igrališta. Sastoji se od metalnog obruča na koji je pričvršćena mrežica. Cilj košarkaške igre je ubaciti loptu u koš.

## Istorija
Kad je dr Džejms Nejsmit izumeo košarkašku igru, igrači su pokušavali ubaciti loptu u običan pleteni koš za voće, zapremine polovine bušela (oko 18 l). Otuda i potiče ime "koš". Koševi su bili prikucani na ivicu balkona i bili su zatvoreni s donje strane. Međutim, pokazalo se nepraktičnim vaditi loptu iz koša nakon svakog pogotka (penjanjem na lestve), te je na dnu izrezan mali otvor, kroz koji se lopta motkom izbacivala prema gore. Godine 1893. uveden je koš od čeličnog obruča izrađen kao viseća košara. Mrežica koja je otvorena na dnu uvedena je 1912-13.
Koševi su često bili učvršćivani na balkone u dvoranama, pa su i gledaoci „sudelovali“ u igri - naginjali su se preko ograde i usmeravali loptu u koš ili van njega, zavisno o navijačkim sklonostima. Zbog toga su 1895. klubovi podstaknuti da iza koša postave platno dimenzija 1,2 × 1,8 m. Kasnije se drvena tabla pokazala prikladnijom. Staklena tabla je za profesionalce legalizovana 1908-09, a za koledže 1909-10. Zbog izbegavanja učestalih prestupa, tabla je 1920-21. pomerena od zadnje linije igrališta za 0,6 m (2 stope), a 1939-40. za 1,2 m.

## Važeća pravila
Današnji koš je obruč izrađen od čelika, unutrašnjeg prečnika 450 - 459 mm. Debljina metala je od 16 - 20 mm. Obojen je u narandžastu boju. Na obruč se vezuje mrežica, koja služi da uspori let lopte, ali je ne sme zadržati.
Vrh obruča se nalazi na visini od 3.050 mm (±6 mm) od poda, po sredini između vertikalnih ivica ploče, a najbliža unutrašnja tačka na obruču je na udaljenosti od 151 mm (±2 mm) od lica ploče.

## Spoljašnje veze
- Pravila košarke na veb stranici FIBA Архивирано на веб-сајту  (12. април 2016)